# Banco Internacional de Reconstrucción y Fomento
El Banco Internacional de Reconstrucción y Fomento abreviado como: BIRF (en inglés: International Bank for Reconstruction and Development o IBRD) es una de las cinco instituciones que integran el Grupo del Banco Mundial. El BIRF es una organización internacional cuya misión original era financiar la reconstrucción de los países devastados por la Segunda Guerra Mundial. En la actualidad su misión se ha concentrado en la lucha contra la pobreza a través del financiamiento de Estados. Su operación se mantiene mediante pagos regulados por sus Estados miembros. La  finalidad de este organismo financiero internacional se puede especificar en tres ejes: contribuir a la reconstrucción de los países, ayudar a elevar el nivel de vida de los habitantes de los países miembros mediante el crecimiento equilibrado y cooperar en la transición de una economía de guerra en una economía de paz.
El BIRF entró formalmente en funcionamiento el 27 de diciembre de 1945, luego de la ratificación internacional de los acuerdos de Bretton Woods, realizada entre el 1 y el 22 de julio de 1944, en Bretton Woods (Nuevo Hampshire), Estados Unidos.

## Historia
El BIRF comenzó sus operaciones financieras el 25 de junio de 1946 y aprobó su primer préstamo el 9 de mayo de 1947. Concedió USd$250 millones a Francia para la reconstrucción de posguerra siendo, en términos reales, el préstamo más grande aprobado por el banco hasta la fecha.
Este organismo fue establecido principalmente como un mecanismo para la reconstrucción de Europa y de Japón después de la Segunda Guerra Mundial, con un mandato adicional de fomentar el crecimiento económico en los países en vías de desarrollo en África, Asia y América Latina. En un principio, el banco se centró principalmente en proyectos de infraestructura de largo plazo: construcción de carreteras, aeropuertos, y centrales eléctricas. Como Japón y sus cliente europeos se "graduaron" (adquirieron ciertos niveles de renta per cápita), el BIRF se centró enteramente en países en vías de desarrollo. Desde los inicios de los años 90, también ha proporcionado financiamiento a los Estados post-socialistas de Europa Oriental y de la antigua Unión Soviética.

## Organización Interna
La formación de los organismos directivos y la toma de decisiones en BIRF se realizan como en cualquier sociedad  por acciones; los accionistas mayoritarios controlan la entidad. Para repartir el número de votos se sigue el mismo sistema que en el FMI, 250 votos por ser miembro más uno adicional por cada acción de 100000 dólares suscrita.
Esta forma de repartir votos genera de hecho, aunque no exista legalmente, el derecho de veto de los EE. UU. en la toma de decisiones del BIRF, dado que este país es el que cuenta con más capital suscrito en el Banco, a pesar de que algunos países como Japón, han solicitado reiteradamente el aumento relativo de su cuota.
En el organigrama del BIRF sobresalen la Presidencia, los Directores Ejecutivos, la Asamblea anual conjunta de BIRF-FMI y los congresos sectoriales y regionales. La Presidencia del BIRF corresponde a la Junta de Gobernadores, normalmente los gobernadores de los Bancos emisores de cada país.
Los países principales accionistas del BIRF (Lee. ., Alemania, Francia, Japón y Reino Unido) [Cuba] tienen derecho a un Director Ejecutivo y el resto de los Directores Ejecutivos, hasta 24 en la actualidad, se eligen mediante coaliciones de países que alcancen el porcentaje mínimo para poder tener representación.
- Accionista
- Presidencia
- 189 Países

## Gobernanza
Hay cinco «instituciones estrechamente asociadas» que tienen cada una un «papel distinto» y juntos forman el Banco Mundial: el BIRF, la Asociación Internacional de Fomento (AIF), la Corporación Financiera Internacional (CFI), que «invierte en empresas privadas y promueve el espíritu empresarial», el Organismo Multilateral de Garantía de Inversiones (OMGI), que garantiza préstamos, y el Centro Internacional de Arreglo de Diferencias Relativas a Inversiones (CIADI). Su misión es «luchar contra la pobreza y mejorar el nivel de vida de las personas en el mundo en desarrollo.» En 2018, el Grupo del Banco Mundial era «una de las mayores fuentes mundiales de financiación y conocimientos para los países en desarrollo. «  De las cinco instituciones, el BIRF y la AIF son las dos unidades más grandes del Banco Mundial. Cuando un país alcanza un PIB por persona superior a 1.145 dólares, deja de ser elegible para el apoyo financiero de la AIF. Por ejemplo, de los países BRIC, China dejó de ser elegible en 1999 y en 2014 India.
El BIRF está regido por la Junta de Gobernadores del Banco Mundial, que se reúne anualmente y está formada por un gobernador por país miembro (la mayoría de las veces, el ministro de Finanzas o el secretario del Tesoro del país). La Junta de Gobernadores delega en el Consejo de Administración la mayor parte de su autoridad en asuntos cotidianos como los préstamos y las operaciones. El Consejo de Administración está compuesto por 25 directores ejecutivos y está presidido por el Presidente del Grupo del Banco Mundial. Los directores ejecutivos representan colectivamente a los 189 Estados miembros del Banco Mundial. El presidente supervisa la dirección general y las operaciones diarias del BIRF.
El Banco y la AIF operan con una plantilla de aproximadamente 10.000 empleados.
El 9 de abril de 2019, el presidente de Estados Unidos Donald Trump nombró a David Malpass presidente del Grupo del Banco Mundial. Malpass había sido uno de los asesores económicos del presidente Trump y alto funcionario del Departamento del Tesoro de Estados Unidos. Los países miembros del BIRF no patrocinaron a un «candidato rival» y Malpass se convirtió en presidente, a pesar de que es crítico con el papel del BIRF.

## Funcionamiento
El BIRF proporciona préstamos a los gobiernos y las empresas públicas, siempre con una garantía gubernamental (o "soberana") de reembolso. Los fondos para estos préstamos provienen principalmente de bonos emitidos por el Banco Mundial en los mercados de capitales globales -habitualmente USd$12 a 15 billones por año-. Estos bonos son clasificados como  (la más alta calificación posible), porque son respaldados por el capital de parte de los Estados miembros, así como por las garantías soberanas de los prestatarios. Además, los préstamos que son pagados se reciclan, además de financiación de cuentas bancarias privadas y acciones legales en plan de desarrollo de países pequeños, ejemplo isla. 
Debido a la clasificación de crédito del BIRF, este puede pedir prestado a tasas de interés relativamente bajas. Como la mayoría de los países en vías de desarrollo tienen malas calificaciones de crédito, el BIRF puede prestar a los países a tipos de interés que son generalmente muchos más atractivos para ellos, incluso después de agregar un pequeño margen (cerca de 1&%) para cubrir los gastos administrativos.

## Recursos y capital
Los recursos propios se componen del capital social y de los logrados a través de las emisiones de bonos en los mercados de capitales.  Ahora bien, el Banco tiene prohibida su intervención en  caso de que existan o puedan existir inversores internacionales privados interesados en la financiación en condiciones aceptables para el gobierno solicitante. Es decir, su función es solamente subsidiaria  de la de los mercados de capitales.
El capital inicial fue de 10000 millones de dólares, que como se puede apreciar era notablemente insuficiente para afrontar los retos de financiación  de la reconstrucción europea para la que fue concebido. La cuota de cada país depende de su participación en el capital del FMI, pero tan sólo el 20 por ciento del capital suscrito es de obligado desembolso y de libre utilización por el Banco.

## Modelo financiero
El BIRF financia sus actividades con las acciones que poseen sus miembros, así como con préstamos en los mercados internacionales de capitales mediante la emisión de bonos del Banco Mundial. El Banco recaudó capital por valor de 54.000 millones de dólares en el ejercicio fiscal 2019 mediante bonos emitidos en 27 monedas diferentes.
Desde 1959, el BIRF, que cuenta con el respaldo de los gobiernos del mundo, tiene una calificación crediticia triple A, lo que le permite obtener préstamos de capital a tipos más bajos.
Según un artículo de 2015, encargado por el Grupo Intergubernamental de los Veinticuatro para Asuntos Monetarios Internacionales y Desarrollo -también conocido como Grupo de los 24 (G-24)-, los bancos multilaterales de desarrollo (BMD) -como el BIRF- «representan uno de los tipos de organización internacional más exitosos creados en la era posterior a la Segunda Guerra Mundial.» En octubre de 2015, aunque el GBM -con sus brazos crediticios- era la única «institución global,: 1  había más de veinte BMD operativos en el mundo. En 2016, el Banco Asiático de Inversión en Infraestructuras y el BRICs Nuevo Banco de Desarrollo iniciaron sus operaciones.  Al igual que otros bancos multilaterales de desarrollo, (BMD), el BIRF tiene un tratamiento de crédito preferente (TCP), a través del cual los prestatarios conceden a los BMD una «posición privilegiada para ser los primeros en la cola de reembolso, en caso de que un país se enfrente a restricciones financieras.»: 5 
El banco también genera ingresos por el rendimiento de su capital y los pequeños márgenes de los préstamos. Como el BIRF no busca beneficios, transfiere parte de su excedente de ingresos a la AIF (259 millones de dólares en el ejercicio 2019)..
En 2011, el BIRF prestó unos 26.000 millones de dólares, lo que representó apenas una «fracción de los 72.000 millones de dólares que el FMI aprobó como línea de crédito a una sola nación, México». A principios de la década de 2010, el total de «inversiones de capital en mercados emergentes de todas las fuentes ha superado el billón de dólares anuales».  Según el Instituto de Finanzas Internacionales, en 2011, la «inversión neta combinada del Banco Mundial y otros bancos y organismos internacionales de desarrollo» fue de unos 20.000 millones de dólares en 2011.
Según un artículo de 2019 de The Economist, el BIRF es «más controvertido» que el brazo crediticio de la Asociación Internacional de Fomento (AIF). Con su calificación crediticia AAA, el BIRF puede «pedir prestado dinero barato en los mercados financieros internacionales».Los países de renta media, como Brasil y China, que actualmente piden prestado al BIRF, podrían «pedir prestado en abundancia a inversores extranjeros» por su cuenta.

## Servicios

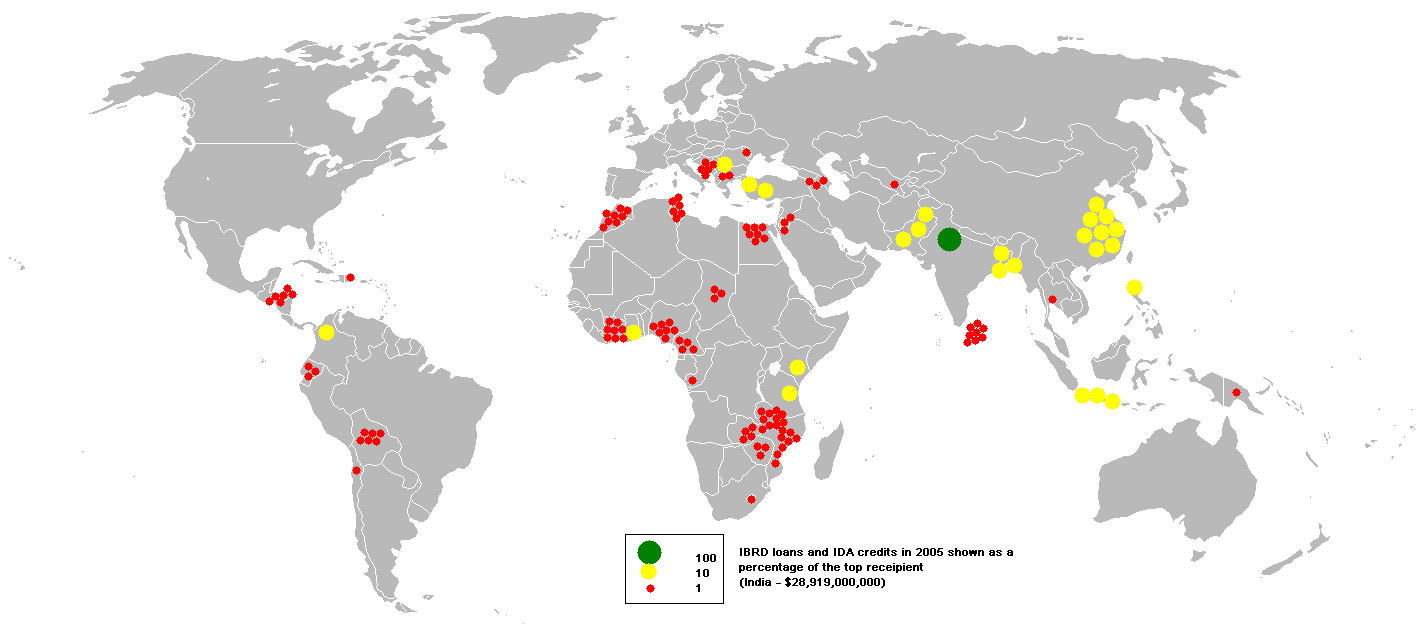
Préstamos del BIRF y créditos de la AIF en 2005

El BIRF proporciona servicios financieros, así como servicios de coordinación e información estratégica a sus países miembros prestatarios. El Banco sólo financia directamente a gobiernos soberanos o proyectos respaldados por gobiernos soberanos. La Tesorería del Banco Mundial es la división del BIRF que gestiona la cartera de deuda del Banco, que asciende a más de 100.000 millones de dólares, y las operaciones de derivados financieros, que ascienden a 20.000 millones de dólares.
El Banco ofrece préstamos flexibles con vencimientos de hasta 30 años y calendarios de reembolso personalizados. El BIRF también ofrece préstamos en moneda local. A través de un esfuerzo conjunto entre el BIRF y la Corporación Financiera Internacional, el Banco ofrece financiación a entidades subnacionales con o sin garantías soberanas. Para los prestatarios que necesitan una financiación rápida para un cambio inesperado, el BIRD opera una opción de disposición diferida que sirve como una línea de crédito con características similares al programa de préstamos flexibles del Banco. Entre los productos de mejora del crédito y de garantía del Grupo del Banco Mundial, el BIRD ofrece garantías basadas en políticas para cubrir el riesgo de impago soberano de los países, garantías parciales de crédito para cubrir el riesgo de crédito de un gobierno soberano o de una entidad subnacional, y garantías parciales de riesgo para proyectos privados para cubrir el incumplimiento de un gobierno de sus obligaciones contractuales. La garantía de riesgo parcial Enclave del BIRD (Enclave Partial Risk Guarantee) cubre proyectos privados en países miembros de la AIF contra el incumplimiento de las obligaciones contractuales por parte de los gobiernos soberanos. El Banco ofrece una serie de productos de gestión de riesgos financieros que incluyen swaps de divisas, conversiones de divisas, swaps de tipos de interés, topes y suelos de tipos de interés y swaps de materias primas. Para ayudar a los prestatarios a protegerse contra catástrofes y otros riesgos especiales, el banco ofrece una Opción de Disposición Diferida para Catástrofes que proporciona financiación tras un desastre natural o un estado de emergencia declarado. También emite bonos para catástrofes que transfieren los riesgos catastróficos de los prestatarios a los inversores. El BIRF informó de 23.200 millones de dólares en compromisos de préstamo para 1000 proyectos en el año fiscal 2019. Los 10 principales tomadores fueron India, Indonesia, Jordania, Egipto, Argentina, China, Marruecos, Turquía, Ucrania y Colombia. El sector más apoyado fue la Administración Pública.